# 리치먼드 아레나
리치먼드 아레나(영어: Richmond Arena)는 미국 버지니아주 리치먼드에 위치한 실내 경기장이다. 과거 ABA 버지니아 스콰이어스의 홈경기장으로 사용했다.